# Ветлянка (Астраханская область)
Ветлянка — село Енотаевского района Астраханской области, административный центр и единственный населённый пункт Ветлянинского сельсовета.

## История
Основано как станица Ветлянская в 1765 году. Согласно Списку населённых мест Астраханской губернии в 1859 году в казачьей станице Ветлянинской имелось 297 дворов, проживало 606 души мужского и 634 женского пола. В станице имелись училище, лазарет, почтовая станция, рыбзавод, православная церковь.
Население станицы быстро увеличивалось. К 1900 году в станице Ветлянинской имелось 336 дворов, проживало 1999 душ обоего пола. К 1914 году в станице имелось уже 440 дворов, проживало 1479 душ мужского и 1479 женского пола
В 1878 г. в Ветлянской началась эпидемия бубонной чумы, которая в продолжение всей следующей зимы приковывала к округе внимание петербургских, московских и европейских газет. Для борьбы с чумой в Ветлянку прибыла международная комиссия врачей и правительственная делегация во главе с графом Лорис-Меликовым. Благодаря этим мерам распространения чумы удалось избежать. Тем не менее болезнь унесла жизни 434 человек. См. ветлянская чума.

## Общая физико-географическая характеристика
Село расположено в пределах Прикаспийской низменности, на правом берегу Волги, между селом Пришиб и посёлком Цаган-Аман (Калмыкия), на границе полупустынной зоны и Волго-Ахтубинской поймы, на высоте около 0 метров над уровня мирового океана. Рельеф местности равнинный, однако берег Волги обрывистый. Почвы бурые солонцеватые и солончаковые. Почвообразующие породы - пески.
По автомобильной дороге расстояние до областного центра города Астрахани составляет 190 км, до районного центра села Енотаевка — 57 км. У села проходит федеральная автодорога "Каспий"
Часовой пояс
Ветлянка, как и вся Астраханская область, находится в часовой зоне МСК+1. Смещение применяемого времени относительно UTC составляет +4:00.

## Население
| 1859 | 1897 | 1900 | 1905 | 1914 |
| ---- | ---- | ---- | ---- | ---- |
| 1240 | 1877 | 1999 | 2297 | 2958 |

| 2002 | 2010 | 2012 | 2013 | 2014 | 2015 | 2016 |
| ---- | ---- | ---- | ---- | ---- | ---- | ---- |
| 728  | ↘609 | ↘601 | ↘582 | ↘569 | ↘565 | ↘563 |
| 2017 | 2018 | 2019 | 2020 | 2021 |      |      |
| ↗566 | ↘559 | ↘546 | ↗568 | ↗632 |      |      |

## Инфраструктура
В селе есть действующие школа и детский сад, несколько продуктовых и хозяйственных магазинов. Место славится хорошими условиями для рыбалки и кайтсерфинга. В мае 2014 года здесь была открыта база отдыха и кайтстанция "Ветлянка". Благодаря этому, в России появилось ещё одно место из немногих, где есть все условия для занятий кайтингом.